# Šentvid pri Stični
Šentvid pri Stični este o localitate din comuna Ivančna Gorica, Slovenia, cu o populație de 922 de locuitori.